# Torta del principe reggente
La torta del principe reggente (Prinzregententorte in tedesco) è un dolce famoso diffuso principalmente in Baviera. È composto tradizionalmente da sette dischi di pasta biscotto alternati a strati di crema al burro al cioccolato ed è ricoperta da una glassa al cioccolato. Questa specialità ha per Monaco lo stesso significato che ha la torta Sacher per Vienna.

## Le origini
La torta prese il nome da Luitpold di Baviera che fu Prinzregent dal 1886. La questione su chi abbia ideato questa torta è ancora oggi oggetto di discussione. Il pasticciere di corte Heinrich Georg Erbhäuser ne è presumibilmente l'artefice. Altri attribuiscono l'origine della torta a Johann Rottenhöfer, morto però nel 1872, prima della presunta data della creazione. Invece il pasticciere Anton Seidl ideò il suo dolce solo due anni dopo Heinrich Georg Erbhäuser.

### Anton Seidl
Nel 1869 Anton Seidl prese in gestione il panificio del padre. Dal 1888, ispirandosi alla torta Dobos, di origine ungherese cercò di creare un dolce di cioccolato con nove strati, uno per ogni figlio di Ludovico I di Baviera. Secondo le cronache della famiglia Seidl la torta ebbe subito successo e venne proposta anche in altre pasticcerie. Doveva esserci un'autorizzazione scritta del principe reggente che consentiva di chiamare la torta al cioccolato Prinzregententorte, ma purtroppo è andata perduta.

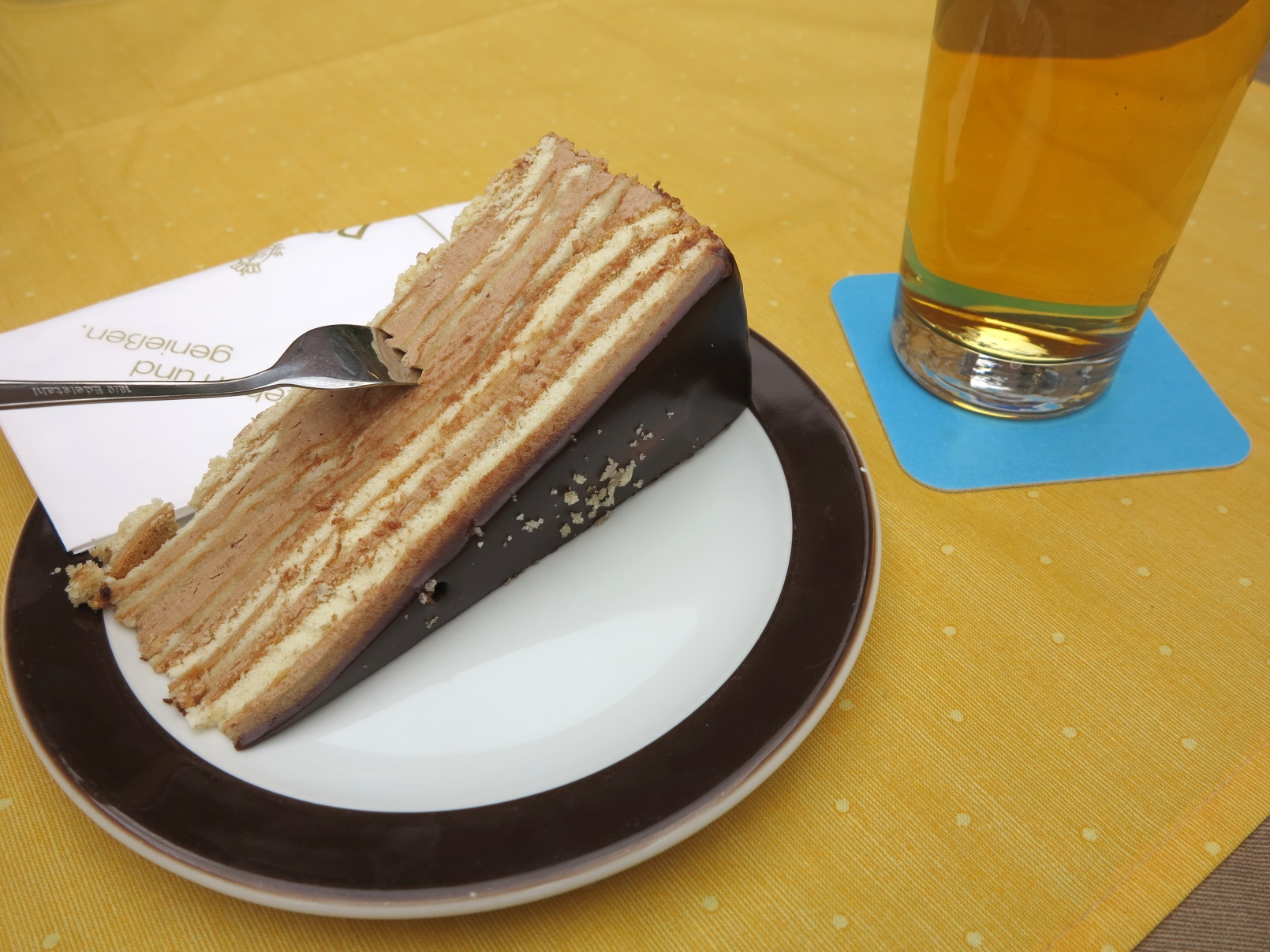
Un tempo a Monaco la Prinzregententorte veniva accompagnata, oltre che dal caffè e dal tè, anche dalla birra Weiß.

### Heinrich Georg Erbshäuser
Heinrich Georg Erbshäuser aprì una pasticceria nel 1875. Nel 1886 ideò una torta in occasione del sessantacinquesimo compleanno del principe reggente Luitpold successore del re Ludovico II. La torta era formata da otto sottili dischi di pasta biscotto, che dovevano rappresentare gli otto distretti governativi di quel tempo. Gli strati erano uniti tra loro da una crema al burro al cioccolato e infine ricoperta da fondente al cioccolato. Nel 1890 Heinrich Georg Erbshäuser fu nominato, per i suoi servigi, pasticciere della corte reale bavarese.

## Preparazione

### La ricetta originale
La Prinzregententorte era composta da sottili 8 dischi di pasta biscotto dal diametro di circa 25 cm, alternati a strati di crema al burro al cioccolato. Lo strato di pasta biscotto veniva spennellato con della marmellata di albicocche e infine tutta la torta viene ricoperta con della glassa al cioccolato.

### La ricetta oggi
La ricetta originale è seguita ancora oggi, ma nelle varianti moderne spesso è utilizzato un disco di pan di Spagna come base per la torta. Il numero degli strati della Prinzregententorte può variare ma è fondamentale che siano almeno sei. Spesso ne vengono utilizzati sette come simbolo degli attuali distretti governativi bavaresi.